# Bell (Familienname)
Bell ist der Familienname folgender Personen:

### A
- Aaron Bell (1922–2003), US-amerikanischer Musiker
- Acton Bell, Pseudonym von Anne Brontë (1820–1849), britische Schriftstellerin
- Adam Bell (* 2004), neuseeländischer Fußballspieler
- Adam Schall von Bell (1592–1666), deutscher Missionar
- Adrian Bell (* um 1950), nordirischer Badmintonspieler
- Al Bell (* 1940), US-amerikanischer Musikproduzent, Songwriter und Musikmanager
- Alan Bell (Leichtathlet) (* 1957), britischer Leichtathlet
- Alan Edward Bell, US-amerikanischer Filmeditor
- Alan J. W. Bell (Alan James William Bell; 1937–2023), britischer Fernsehproduzent und Regisseur
- Alan P. Bell (1932–2002), US-amerikanischer Psychologe
- Albert Bell (Fußballspieler, 1870) (1870–1943), englischer Fußballspieler
- Albert Bell (Fußballspieler, 1898) (1898–1973), englischer Fußballspieler
- Albert Bell (Fußballspieler, 1905) (1905–1988), englischer Fußballspieler
- Albert von Bell (1852–1921), deutscher Generalmajor
- Alexander Bell (1882–1934), schottischer Fußballspieler, siehe Alex Bell
- Alexander Graham Bell (1847–1922), britisch US-amerikanischer Sprechtherapeut, Erfinder und Großunternehmer
- Alexander Melville Bell (1819–1905), britischer Philologe und Phonetiker
- Alexandra Bell (* 1992), britische Leichtathletin
- Alexandre Douala Manga Bell (1897–1966), kamerunischer Stammesfürst und Politiker
- Alexei Bell (* 1983), kubanischer Baseballspieler
- Alice Bell (Tennisspielerin), kanadische Tennisspielerin
- Alice Bell (Drehbuchautorin), australische Drehbuchautorin
- Alison Bell (Tennisspielerin) (* 1975), australische Tennisspielerin
- Alison Bell (Schauspielerin) (* 1978), australische Schauspielerin und Drehbuchautorin
- Alison Bell (Hockeyspielerin) (* 1984), schottische Hockeyspielerin
- Alistair Macready Bell (1913–1997), kanadischer Grafiker
- Allan Bell (* 1947), britischer Politiker
- Allan Gordon Bell (* 1953), kanadischer Komponist
- Allen Bell (Politiker) (1870–1936), neuseeländischer Politiker und Offizier
- Allen Bell (Radsportler) (Allen Charles Bell; * 1933), US-amerikanischer Radrennfahrer
- Alphonzo Bell (1875–1947), US-amerikanischer Tennisspieler und Unternehmer
- Alphonzo Bell junior (1914–2004), US-amerikanischer Politiker
- Alyson Bell (* 2003), britische Sprinterin
- Amari’i Bell (* 1994), englisch-jamaikanischer Fußballspieler
- Andi Bell (* 1972), englischer Gedächtnissportler
- Andrew Bell (Kupferstecher) (1726–1809), schottischer Kupferstecher und Verleger
- Andrew Bell (Pädagoge) (1753–1832), schottischer Pädagoge

- Andy Bell (Sänger) (Andrew Ivan Bell; * 1964), britischer Sänger (Erasure)
- Andy Bell (Bassist) (Andrew Piran Bell; * 1970), walisischer Musiker (Oasis)
- Ann Bell (* 1938), britische Schauspielerin
- Anne Olivier Bell (1916–2018), britische Kunsthistorikerin und Herausgeberin
- Anthea Bell (1936–2018), britische Übersetzerin
- Anthony Bell (Footballspieler) (* 1964), US-amerikanischer American-Football-Spieler
- Anthony Bell (Regisseur) (* 1965), US-amerikanischer Regisseur und Drehbuchautor
- Anthony Raymond Bell (Tony Bell) (* 1952), britischer Physiker
- Antonie Bell (ab 1916 Antonia Mehmke) (1858–1929), deutsche Klavierlehrerin
- Art Bell (1945–2018), US-amerikanischer Autor und Radiomoderator
- Arthur Bell (Märtyrer) (1590–1643), englischer Märtyrer und Franziskaner
- Arthur Bell (Fußballspieler) (1882–1923), englische Fußballspieler
- Arthur Bell (Maler) (1876–1966), deutscher Maler der Düsseldorfer Schule
- Arthur Bell (Ruderer) (1899–1963), kanadischer Ruderer
- Arthur Hornbui Bell (1891–1973), US-amerikanischer Grand Dragon des Ku-Klux-Klan
- Arthur Langtry Bell (1874–1956), britischer Bauingenieur
- Artie Bell (1914–1972), britischer Motorradrennfahrer
- Ashley Bell (* 1986), US-amerikanische Schauspielerin
- August Manga Ndumbe Bell (1851–1908), König des Duala-Volkes in Kamerun zur deutschen Kolonialzeit

### B
- Beau Bell (Baseballspieler) (Roy Chester Bell; 1907–1977), US-amerikanischer Baseballspieler
- Beau Bell (Footballspieler) (James Beaumont Bell; * 1986), US-amerikanischer American-Football-Spieler
- Bella Bell-Gam (* 1956), nigerianische Leichtathletin
- Benjamin Bell (Mediziner) (1749–1804/1806), britischer Chirurg
- Benjamin Bell (Volleyballspieler) (* 1990), australischer Volleyballspieler
- Bert Bell (1895–1959), US-amerikanischer American-Football-Spieler und -Trainer, NFL-Commissioner
- Bill Bell (Cricketspieler) (1931–2005), neuseeländischer Cricketspieler
- Bill Bell (Baseballspieler) (1933–1962), US-amerikanischer Baseballspieler
- Bill Bell (Pianist) (1936–2017), US-amerikanischer Jazzmusiker und Musikpädagoge
- Billy Bell (Eishockeyspieler) (William Edward Bell; 1891–1952), kanadischer Eishockeyspieler
- Billy Bell (Fußballspieler, 1901) (William John Bell; 1901–1978), englischer Fußballspieler
- Billy Bell (Fußballspieler, 1906) (William Cumming Bell; 1906–1990), englischer Fußballspieler
- Billy Bell (Fußballspieler, 1908) (Robert William Bell; 1908–1996), englischer Fußballspieler
- Billy Bell (Fußballspieler, 1953) (William Bell; * 1953), englischer Fußballspieler
- Bob Bell (* 1958), britischer Motorsportingenieur und -manager
- Bobby Bell (Eishockeytrainer) (Robert A. Bell; 1904–1940), kanadischer Eishockeytrainer
- Bobby Bell (Fußballspieler, 1934) (Robert McDicken Bell; 1934–2007), schottischer Fußballspieler
- Bobby Bell (Fußballspieler, 1935) (Robert Bell; * 1935), schottischer Fußballspieler
- Bobby Bell (Footballspieler) (* 1940), US-amerikanischer American-Football-Spieler
- Bobby Bell (Fußballspieler, 1950) (Robert Charles Bell; * 1950), englischer Fußballspieler
- Bobby Bell (Schauspieler) (Robert N. Bell), US-amerikanischer Schauspieler und Stuntman
- Brenda Bell (1891–1979), neuseeländische Pionierin im Bereich des Kurzwellen- und Radiofunks
- Brendan Bell (* 1983), kanadischer Eishockeyspieler
- Brian Bell (Ornithologe) (Brian Douglas Bell; 1930–2016), neuseeländischer Ornithologe
- Brian Bell (Journalist) (* 1944), britischer Journalist und Reiseschriftsteller
- Brian Bell (Musiker) (* 1968), US-amerikanischer Gitarrist und Sänger, Mitglied von Weezer
- Brian Bell (Filmproduzent) (* 1975), US-amerikanischer Filmproduzent
- Brian Bell (Rollstuhlbasketballspieler) (* 1989), US-amerikanischer Rollstuhlbasketballspieler
- Bryan Bell (* 1959), US-amerikanischer Architekt
- Burton C. Bell (* 1969), US-amerikanischer Sänger

### C
- C. Jasper Bell (Charles Jasper Bell; 1885–1978), US-amerikanischer Politiker
- Cammy Bell (* 1986), schottischer Fußballspieler
- Carey Bell (1936–2007), US-amerikanischer Bluesmusiker
- Caspar Wistar Bell (1819–1898), US-amerikanischer Politiker
- Cassandra Bell, Filmschauspielerin und Model
- Catherine Bell (* 1968), US-amerikanische Schauspielerin
- Charles Bell (Mediziner) (1774–1842), schottischer Anatom und Physiologe
- Charles Bell (Clown) (1886–1964), US-amerikanischer Clown
- Charles Bell (Musiker), US-amerikanischer Jazzpianist und Bandleader
- Charles Bell (Maler) (1935–1995), US-amerikanischer Maler
- Charles Bell (Fußballspieler), samoanischer Fußballspieler
- Charles Alfred Bell (1870–1945), britischer Tibetologe und Diplomat
- Charles Bernard Bell (1928–2010), US-amerikanischer Statistiker und Mathematiker
- Charles Frederick Moberly Bell (1847–1911), britischer Journalist
- Charles Gordon Bell (1889–1918), britischer Pilot
- Charles Henry Bell (1823–1893), US-amerikanischer Politiker
- Charles Heyer Bell (1798–1875), US-amerikanischer Marineoffizier
- Charles J. Bell (Charles James Bell; 1845–1909), US-amerikanischer Politiker
- Charles K. Bell (1853–1913), US-amerikanischer Politiker
- Charles Milton Bell (1848–1893), US-amerikanischer Fotograf
- Charles W. Bell (1857–1927), US-amerikanischer Politiker
- Charlie Bell (Fußballspieler, 1894) (1894–1939), schottischer Fußballspieler und -trainer
- Charlie Bell (Fußballspieler, 1945) (* 1945), englischer Fußballspieler
- Charlie Bell (Fußballspieler, 1958) (* 1958), englischer Fußballspieler
- Charlie Bell (Manager) (1960–2005), australischer Unternehmer
- Charlie Bell (Basketballspieler) (* 1979), amerikanischer Basketballspieler
- Chichester Bell (1848–1924), irischer Chemiker und Erfinder
- Chris Bell (Musiker) (1951–1978), US-amerikanischer Sänger, Gitarrist und Liedschreiber
- Chris Bell (Politiker) (* 1959), US-amerikanischer Politiker
- Chris Bell (Autor) (* 1960), britisch-neuseeländischer Schriftsteller
- Christine Bell (Leichtathletin) (* 1949), britische Hürdenläuferin
- Christine Bell (Rechtswissenschaftlerin), britische Rechtswissenschaftlerin
- Christine Bell (Schriftstellerin) (* 1951), US-amerikanische Schriftstellerin
- Christopher Bell (* 1994), US-amerikanischer Automobilrennfahrer
- Chrysta Bell (* 1978), US-amerikanische Musikerin und Schauspielerin
- Clara Louise Bell (1886–1978), US-amerikanische Malerin und Miniaturmalerin
- Clive Bell (1881–1964), britischer Kunstkritiker
- Clive Bell (Musiker) (* 1950), britischer Musiker
- Coby Bell (* 1975), US-amerikanischer Schauspieler
- Colbie Bell (* 1971), kanadischer Ringer
- Colin Bell (Fußballspieler, 1946) (1946–2021), englischer Fußballspieler
- Colin Bell (Badminton) (* um 1950), irischer Badmintonspieler
- Colin Bell (Fußballspieler, 1961) (* 1961), englischer Fußballspieler und -trainer
- Colin Bell (Fußballspieler, 1979) (* 1979), mauritischer Fußballspieler
- Connor Bell (* 2001), neuseeländischer Diskuswerfer
- Corry Bell (1904–??), deutsche Filmschauspielerin
- Currer Bell, ein Pseudonym von Charlotte Brontë (1816–1855), britische Schriftstellerin

### D
- Daniel Bell (Soziologe) (1919–2011), US-amerikanischer Soziologe
- Daniel Bell (Musiker) (* 1967), US-amerikanischer Techno-Musiker und -DJ
- Daniel Bell (Geiger) (* 1976), britischer Geiger
- Daniel Bell (Schwimmer) (* 1990), neuseeländischer Schwimmer
- Daniel A. Bell (* 1964), kanadischer Politologe
- Daniel W. Bell (1891–1971), US-amerikanischer Regierungsbeamter und Wirtschaftsmanager
- David Bell (Fußballspieler, 1939) (* 1939), englischer Fußballspieler
- David Bell (Komponist) (* 1954), US-amerikanischer Filmkomponist
- David Bell (Hockeyspieler) (* 1955), australischer Hockeyspieler
- David Bell (Geograph) (* 1965), britischer Geograph
- David Bell (Snookerspieler) (* 1970), walisischer Snookerspieler
- David Bell (Baseballspieler) (* 1974), US-amerikanischer Baseballspieler
- David Bell (Basketballspieler) (* 1981), US-amerikanischer Basketballspieler
- David Bell (Fußballspieler, 1984) (* 1984), irischer Fußballspieler
- David Bell (Footballspieler) (* 2000), US-amerikanischer American-Football-Spieler
- David A. Bell (* 1961), US-amerikanischer Historiker
- David Andrew Bell (Philosoph) (* 1947)
- David E. Bell (1919–2000), US-amerikanischer Politiker
- David Mandessi Bell († 1936), kamerunischer Geschäftsmann und Plantagenbesitzer
- Dee Bell (* 1950),  US-amerikanische Jazz-Sängerin
- Dietmar Bell (* 1961), deutscher Politiker
- Derek Bell (Musiker) (1935–2002), irischer Musiker
- Derek Bell (Rennfahrer) (* 1941), englischer Rennfahrer
- Derek Bell (Baseballspieler) (* 1968), US-amerikanischer Baseballspieler
- Derrick Bell (1930–2011), US-amerikanischer Rechtswissenschaftler
- Detre Bell (* 1997), bermudischer Fußballtorhüter
- Diane Bell (Anthropologin) (* 1943), australische Anthropologin
- Diane Bell (Judoka) (* 1963), britische Judoka
- Dick Bell (1915–1962), schottischer Fußballspieler
- Dirk Bell (* 1958), deutscher Musiker
- Donald Bell (* 1934), kanadischer Sänger und Gesangspädagoge
- Donald Simpson Bell (1890–1916), englischer Schullehrer und Fußballspieler
- Donald Lynden-Bell (1935–2018), britischer Astronom
- Douglas Bell (1908–1944), britischer Leichtathlet
- Drake Bell (* 1986), US-amerikanischer Musiker und Schauspieler
- Drew Tyler Bell (* 1986), US-amerikanischer Schauspieler
- Dwain Bell (* vor 1959), US-amerikanischer Musiker
- Dwight Bell, US-amerikanischer Rennrodler, Sportfunktionär und Immobilienunternehmer

### E
- E. E. Bell (Edward Earle Bell; * 1955), US-amerikanischer Schauspieler
- Earl Bell (* 1955), US-amerikanischer Leichtathlet
- Ed Bell (Barefoot Bill; 1905–1960), US-amerikanischer Bluesmusiker
- Eddy Bell (eigentlich Eddy Blazonczyk; 1941–2012), US-amerikanischer Musiker
- Elexious Thompson Bell (1880–1963), US-amerikanischer Pathologe
- Elizabeth Gould Bell (1862–1934), irisch-britische Ärztin und Suffragette
- Ellis Bell, Pseudonym von Emily Brontë (1818–1848), britische Schriftstellerin
- Emma Bell (* 1986), US-amerikanische Schauspielerin
- Eric Bell (Fußballspieler, 1922) (1922–2004), englischer Fußballspieler
- Eric Bell (Fußballspieler, 1929) (1929–2012), englischer Fußballspieler
- Eric Bell (Musiker) (1947), englischer Gitarrist
- Eric Temple Bell (1883–1960), schottisch-amerikanischer Mathematiker, siehe John Taine
- Eudorus N. Bell (1866–1923), US-amerikanischer Pastor

### F
- Felecia M. Bell (* 1960), US-amerikanische Schauspielerin
- Florence Bell (1851–1930), britische Autorin, siehe Florence Ollife
- Florence Bell (Leichtathletin) (1910–1998), kanadische Leichtathletin
- Florence Bell (Biochemikerin) (1913–2000), britische Biophysikerin und Biochemikerin
- Florence Bell (Skirennläuferin) (* 1996), irische Skirennläuferin
- Francis Bell (Autor) (1944–1994), britisch-australischer Autor
- Francis Henry Dillon Bell (1851–1936), neuseeländischen Politiker
- Frank Bell (Francis Jardine Bell; 1840–1927), US-amerikanischer Politiker

### G
- Gabrielle Bell (* 1976), britisch-amerikanische Comic-Künstlerin
- Galit Bell (* 1973), israelische Sängerin und Offizierin
- Garry Bell (* 1952), neuseeländischer Radrennfahrer
- Genevieve Bell (* 1968/1969), australische Anthropologin
- Georg Bell (1898–1933), deutscher Agent
- George Bell (Architekt) (1814–1887), schottischer Architekt
- George Bell (Maler) (1878–1966), australischer Maler
- George Antonio Bell Mathey (* 1959), dominikanischer Baseballspieler
- George Irving Bell (1926–2000), US-amerikanischer Bergsteiger
- George John Bell (1872–1944), australischer Politiker
- George Kennedy Allen Bell (1883–1958), anglikanischer Theologe, Bischof von Chichester
- Georgia Hunter Bell (* 1993), britische Leichtathletin
- Gertrude Bell (1868–1926), britische Historikerin und Reiseschriftstellerin
- Gisela Bell (* 1949), deutsche Schauspielerin und Autorin
- Glen Bell (1923–2010), US-amerikanischer Geschäftsmann
- Gordon Bell (Schauspieler) (1910–1998), britischer Schauspieler
- Gordon Bell (Eishockeyspieler) (Gordie Bell; 1925–1980), kanadischer Eishockeytorwart
- Gordon Bell (Ingenieur) (Chester Gordon Bell; 1934–2024), US-amerikanischer Computeringenieur und Manager
- Gordon Bell (Softwareentwickler), kanadischer Softwareentwickler
- Graeme Bell (Jazzmusiker) (1914–2012), australischer Jazzmusiker und Komponist
- Graeme Bell (Mediziner) (* 1948), US-amerikanischer Mediziner
- Graeme Bell (Footballspieler) (* 1980), kanadischer Canadian-Football-Spieler
- Graham Bell (1847–1922), schottischer Erfinder, siehe Alexander Graham Bell
- Graham Bell (Maler) (1910–1943), britischer Maler südafrikanischer Herkunft
- Graham Bell (Sänger) (1948–2008), englischer Sänger
- Graham Bell (Fußballspieler) (* 1955), englischer Fußballspieler
- Graham Bell (Skirennläufer) (* 1966), britischer Skirennläufer
- Graham A. C. Bell (* 1949), britischer Biologe
- Graham E. Bell, amerikanischer Astronom
- Greg Bell (Leichtathlet) (1930–2025), US-amerikanischer Leichtathlet
- Greg Bell (Politiker) (* 1948), US-amerikanischer Politiker
- Greg Bell (Footballspieler) (* 1962), US-amerikanischer American-Football-Spieler
- Greg Bell (Footballspieler) (* 1998), US-amerikanischer American-Football-Spieler
- Griffin B. Bell (1918–2009), US-amerikanischer Jurist und Politiker

### H
- H. C. P. Bell (Harry Charles Purvis Bell; 1851–1937), britischer Kolonialbeamter und Archäologe
- Harold Bell (Fußballspieler, 1898) (1898–1992), englischer Fußballspieler
- Harold Bell (1919–2009), US-amerikanischer Merchandising-Agent
- Harold Bell (Fußballspieler, 1924) (* 1924), englischer Fußballspieler
- Harold W. Bell (1885–1947), US-amerikanischer Numismatiker
- Harold Idris Bell (1879–1967), britischer Papyrologe und Keltologe
- Heath Bell (* 1977), US-amerikanischer Baseballspieler
- Heinrich Bell (1907–1986), deutscher Steinzeitforscher
- Henry Bell (1767–1830), schottischer Ingenieur
- Henry Hesketh Bell (1864–1952), britischer Kolonialbeamter und Schriftsteller
- Henry Pybus Bell-Irving (1913–2002), kanadischer Unternehmer, Offizier und Politiker
- Hiram Bell (1808–1855), US-amerikanischer Politiker
- Hiram Parks Bell (1827–1907), US-amerikanischer Politiker
- Hugh Poynter Bell (1872–1961), kanadischer Musikkritiker und Komponist

### I
- Iain Bell (* 1980), britischer Komponist
- Ian Bell (Diplomat) (1913–1998), britischer Diplomat
- Ian Bell (Literaturwissenschaftler) (Ian Frederick Andrew Bell; * 1947), britischer Literaturwissenschaftler und Hochschullehrer
- Ian Bell (Musiker) (* 1954), kanadischer Musiker
- Ian Bell (Rennfahrer) (1957–2016), britischer Motorradrennfahrer
- Ian Bell (Spieleentwickler) (* 1962), britischer Spieleentwickler
- Ian Bell (Cricketspieler) (* 1982), englischer Cricketspieler
- Inge Bell (* 1967), deutsche Publizistin, Filmproduzentin und Trainerin
- Iris Bell (1934–2008), US-amerikanische R&B- und Jazzmusikerin
- Isaac Lowthian Bell (1816–1904), britischer Stahlindustrieller und Politiker
- Ivor Bell (* 1936/37), nordirischer IRA-Führer

### J
- J. Franklin Bell (1856–1919), US-amerikanischer Offizier, Generalmajor der US Army
- Jack Bell (Fußballspieler, 1868) (John Watson Bell; 1868–1956), schottischer Fußballspieler und -trainer
- Jack Bell (Fußballspieler, 1872) (John Bell; 1872–1926), schottischer Fußballspieler
- Jack Bell (Fußballspieler, 1884) (1884–??), englischer Fußballspieler
- Jack Bell (Fußballspieler, 1890) (John Joseph Bell; 1890–1943), englischer Fußballspieler
- Jack Bell (Fußballspieler, 1904) (John Carr Bell; 1904–1950), englischer Fußballspieler
- James Bell (Priester) (1524–1584), englischer Priester und Märtyrer
- James Bell (Geograph) (1769–1833), britischer Geograph
- James Bell (Politiker, 1804) (1804–1857), US-amerikanischer Politiker (New Hampshire)
- James Bell (Politiker, 1872) (1872–1955), britischer Politiker
- James Bell (Schauspieler, 1891) (1891–1973), US-amerikanischer Schauspieler
- James Bell (Schauspieler, 1989) (* 1989), australischer Schauspieler
- James A. Bell (* 1948), US-amerikanischer Geschäftsmann
- James Ford Bell (1879–1961), US-amerikanischer Unternehmer
- James Mackintosh Bell (1877–1934), kanadischer Geologe
- James Martin Bell (1796–1849), US-amerikanischer Politiker
- James Spencer Bell (1818–1872), britischer Politiker
- James Stanislaus Bell (1797–1858), britischer Autor und Unterstützer der Tscherkessen
- James Thomas Bell (1903–1991) auch James Thomas „Cool Papa“ Bell, US-amerikanischer Baseballspieler
- Jamie Bell (* 1986), britischer Schauspieler
- Javere Bell (* 1992), jamaikanischer Leichtathlet
- Jeannie Bell (* 1943), US-amerikanische Schauspielerin und Playmate
- Jillian Bell (* 1984), US-amerikanische Schauspielerin
- Jim Bell (* 1958), amerikanischer Krypto-Anarchist
- Jocelyn Bell Burnell (* 1943), britische Radioastronomin
- Johannes Bell (1868–1949), deutscher Jurist und Politiker
- Joe Bell (Eishockeyspieler) (1923–2014), amerikanischer Eishockeyspieler
- Joe Bell (Fußballspieler) (* 1999), neuseeländischer Fußballspieler
- John Bell (Bischof) († 1556), Bischof von Worcester
- John Bell (Reiseschriftsteller) (1691–1780), schottischer Reiseschriftsteller
- John Bell (Verleger) (1745–1831), britischer Verleger
- John Bell (Politiker, 1765) (1765–1836), US-amerikanischer Politiker (New Hampshire)
- John Bell (Politiker, 1796) (1796–1869), US-amerikanischer Politiker (Ohio)
- John Bell (Politiker, 1797) (1797–1869), US-amerikanischer Politiker (Tennessee)
- John Bell (Gesandter), britischer Diplomat
- John Bell (Fußballspieler, 1901) (1901–1973), englischer Fußballspieler
- John Bell (Fußballspieler, 1908) (1908–1983), schottischer Fußballspieler
- John Bell (Fußballspieler, 1919) (1919–1994), englischer Fußballspieler
- John Bell (Dirigent) (1926–2006), englischer Dirigent und Kapellmeister
- John Bell (Hockeyspieler) (* 1933), britischer Hockeyspieler
- John Bell (Fußballspieler, 1936) (1936–2015), schottischer Fußballspieler
- John Bell Jr. (1937–2013), US-amerikanischer Künstler
- John Bell (Schauspieler, 1940) (* 1940), australischer Schauspieler
- John Bell (Spezialeffektkünstler), US-amerikanischer Filmtechniker
- John Bell (Mediziner) (John Irving Bell; * 1952), kanadisch-britischer Mediziner
- John Bell (Musiker) (* 1962), US-amerikanischer Musiker, Mitglied von Widespread Panic
- John Bell (Schauspieler, 1997) (* 1997), schottischer Schauspieler
- John B. Bell (* 1954), US-amerikanischer Mathematiker
- John C. Bell (1892–1974), US-amerikanischer Politiker
- John Calhoun Bell (1851–1933), US-amerikanischer Politiker
- John Charles Bell (1843–1924), britischer Politiker, Sheriff und Oberbürgermeister von London
- John J. Bell (1910–1963), US-amerikanischer Politiker
- John O. Bell, US-amerikanischer Botschafter
- John Stewart Bell (1928–1990), nordirischer Physiker
- Jonathan Bell (* 1974), irischer Rugby-Union-Spieler
- Joseph Bell (Mediziner) (1837–1911) schottischer Chirurg und Forensiker
- Joseph Bell (Ingenieur) (1861–1912), britischer Ingenieur
- Joseph Bell (Rugbyspieler) (1899–1963), neuseeländischer Rugby-Union-Spieler
- Joseph-Antoine Bell (* 1954), kamerunischer Fußballtorhüter
- Joseph Nicholas Bell (1864–1922), britischer Politiker (Labour Party) und Friedensrichter
- Josephine Bell (1897–1987), britische Schriftstellerin
- Joshua Bell (Musiker) (* 1967), US-amerikanischer Violinist
- Joshua Bell (Sportschütze) (* 1994), australischer Sportschütze
- Joshua Fry Bell (1811–1870), US-amerikanischer Politiker
- Judy Bell-Gam (* 1956), nigerianische 100-m-Hürdenläuferin
- Julia Bell (1879–1979), englische Humangenetikerin
- Julia A. Bell, US-amerikanische Mikrobiologin
- Julian Bell (1908–1937), britischer Maler, Kunstkritiker und Dichter
- Julie Bell (* 1958), US-amerikanische Illustratorin und Bodybuilderin
- Justin Bell (* 1968), britischer Rennfahrer

### K
- Karina Bell (1898–1979), dänische Schauspielerin
- Kate Bell (* 1983), australische Schauspielerin
- Kate Bell (Gewerkschafterin), britische Gewerkschafterin
- Katherine Bell (* 1988), US-amerikanische Wasserspringerin
- Katherine Bell (Volleyballspielerin) (* 1993), US-amerikanische Volleyballspielerin
- Kay Noble-Bell (Kay Noble; 1940–2006), US-amerikanische Wrestlerin
- Kenta Bell (* 1977), US-amerikanischer Dreispringer
- King Bell (1839–1897), König des Douala-Volkes in Kamerun
- Kirsty Bell (Kunsthistorikerin) (* 1971) britisch-US-amerikanische Kunsthistorikerin und Autorin
- Kirsty Bell (Produzentin), britische Filmproduzentin und Regisseurin
- Kristen Bell (* 1980), US-amerikanische Schauspielerin

### L
- Lake Bell (* 1979), US-amerikanische Schauspielerin
- Lanny Bell (1941–2019), US-amerikanischer Hochschullehrer für Ägyptologie
- Larry Bell (* 1939), US-amerikanischer Künstler
- Lauralee Bell (* 1968), US-amerikanische Schauspielerin
- Lauren Bell (Cricketspielerin) (* 2001), englische Cricketspielerin
- Lauren Bell (Radsportlerin) (* 1999), britische Radsportlerin
- Lawrence Dale Bell (1894–1956), US-amerikanischer Unternehmer
- Lee Bell (* 1927), US-amerikanischer Musiker
- Lemuel Nelson Bell (1894–1973), US-amerikanischer Arzt und Missionar
- Leon Bell Bell (* 1996), deutsch-kamerunischer Fußballspieler
- Leonard Bell (1925–1995), US-amerikanischer Schauspieler
- Lesley Bell (* um 1947), englische Tischtennisspielerin
- Le’Veon Bell (* 1992), US-amerikanischer American-Football-Spieler
- Lori McCoy-Bell, US-amerikanische Hairystylistin
- Louis Bell (1864–1923), US-amerikanischer Physiker
- Luke Bell (* 1979), australischer Triathlet
- Lurrie Bell (* 1958), US-amerikanischer Gitarrist
- Lynette Bell (* 1947), australische Schwimmerin

### M
- M. Shayne Bell (* 1957), US-amerikanischer Science-Fiction-Autor
- Madeline Bell (* 1942), US-amerikanische Sängerin
- Madeline Bell (Filmproduzentin), Produzentin und Aufnahmeleiterin
- Madison Smartt Bell (* 1957), US-amerikanischer Schriftsteller und Hochschullehrer
- Maggie Bell (* 1945), britische Sängerin
- Malcolm Bell (1941–2024), US-amerikanischer Klassischer Archäologe
- Marc Bell, Geburtsname von Marky Ramone (* 1952), US-amerikanischer Schlagzeuger
- Marc Bell (Komponist) (* 1959), österreichischer Musiker und Komponist
- Marc Bell (Comicautor) (* 1971), kanadischer Comicautor
- Margaret Bell (Leichtathletin) (1917–1996), kanadische Hochspringerin
- Margaret Bell (Turnerin) (* 1945), britische Turnerin
- Margaret Bell (* 1945), britische Sängerin, siehe Maggie Bell
- Mariah Bell (* 1996), US-amerikanische Eiskunstläuferin
- Maria Mandessi Bell (1895 oder 1896–1990) kamerunische Aktivistin und Autorin
- Marie Bell (1900–1985), französische Schauspielerin und Theaterdirektorin
- Marie Elizabeth May Bell (1887–1965), namibische Politikerin
- Marilyn Bell (* 1937), kanadische Langstreckenschwimmerin
- Marilyn Douala Bell (* 1957), kamerunisch-französische Sozialökonomin und Kulturmanagerin
- Marcus B. Bell (1893–1981), US-amerikanischer Brigadegeneral
- Mark Bell (Fußballspieler) (1881–1961), schottischer Fußballspieler
- Mark Bell (Radsportler) (1960–2009), britischer Radsportler
- Mark Bell (Rugbyspieler) (* 1967), australischer Rugby-League-Spieler
- Mark Bell (1971–2014), britischer Musiker, Mitglied von LFO (Band)
- Mark Bell (Eishockeyspieler) (* 1980), kanadischer Eishockeyspieler
- Marshall Bell (* 1942), US-amerikanischer Schauspieler
- Martin Bell (Politiker) (* 1938), britischer Journalist und Politiker
- Martin Bell (Regisseur) (* 1943), US-amerikanischer Regisseur
- Martin Bell (Archäologe) (* 1949), britischer Archäologe
- Martin Bell (Leichtathlet) (* 1961), britischer Geher
- Martin Bell (Skirennläufer) (* 1964), britischer Skirennläufer
- Mary Bell (Politikerin) (1862–1943), schottisch-britische Kommunalpolitikerin, Friedensrichterin und Suffragette
- Mary Bell (Kindermörderin) (* 1957), englische Kindermörderin
- Mary Hayley Bell (1911–2005), britische Schauspielerin und Dramatikerin
- Matthew Bell (* 1989), britischer Autorennfahrer
- Meeghan Bell, australische Squashspielerin
- Melissa Bell (1964–2017), britische Sängerin
- Michael Bell (Politiker) (1936–2011), irischer Politiker
- Michael Bell (Schauspieler) (* 1938), US-amerikanischer Schauspieler
- Michael Bell (Literaturwissenschaftler) (* 1941), britischer Literaturwissenschaftler
- Michael Bell (Soziologe) (* 1957), US-amerikanischer Soziologe
- Michael Dougall Bell (* 1943), kanadischer Diplomat und Hochschullehrer
- Michael Richard Bell (* 1939), kanadischer Diplomat
- Mike Bell (Footballspieler, 1957) (* 1957), US-amerikanischer American-Football-Spieler
- Mike Bell (Politiker) (* 1963), US-amerikanischer Politiker der Republikaner
- Mike Bell (Wrestler) (1971–2008), US-amerikanischer Wrestler
- Mike Bell (Baseballspieler, 1968) (* 1968), US-amerikanischer Baseballspieler
- Mike Bell (Baseballspieler, 1974) (1974–2021), US-amerikanischer Baseballspieler und -coach
- Mike Bell (Basketballspieler) (* 1982), US-amerikanischer Basketballspieler
- Mike Bell (Footballspieler, 1983) (* 1983), US-amerikanischer American-Football-Spieler
- Mike Bell (Bridgespieler) (* 1984), englischer Bridgespieler
- Milton Bell (Architekt) (1929–2019), US-amerikanischer Architekt
- Milton Bell (Basketballspieler) (* 1970), US-amerikanischer Basketballspieler und -trainer
- Monta Bell (1891–1958), US-amerikanischer Filmproduzent
- Muriel Bell (1897–1974), neuseeländische Ernährungswissenschaftlerin und Forscherin im medizinischen Bereich

### N
- Nancy Bell (Politikerin) (1924–1989), kanadische Politikerin
- Nancy Bell (Schauspielerin) (* 1967), Schauspielerin und Drehbuchautorin
- Nancy Bell-Johnstone (* 1959), US-amerikanische Biathletin
- Nicholas Bell (* 1950), britischer Fechter
- Norris Bell (* 1960), US-amerikanischer Basketballspieler

### O
- O’Neil Bell (1974–2015), jamaikanischer Boxer
- Oliver Bell (* 1958), deutscher Industriemanager
- Oliver Bell (Schauspieler) (* 2004), US-amerikanischer Schauspieler

### P
- Pamela Bell (* 1972), neuseeländische Snowboardfahrerin
- Paul Bell (Filmproduzent) (Paul Darren Bell; * 1971), britischer Filmproduzent
- Paul Bell (Baseballspieler) (* 1980), südafrikanischer Baseballspieler
- Paul Foster-Bell (* 1977), neuseeländischer Politiker
- Peter Bell (Politiker) (1889–1939), deutscher Politiker (NSDAP), MdR
- Peter Bell (Kunsthistoriker) (* 1977), deutscher Kunsthistoriker und Hochschullehrer
- Peter Hansborough Bell (1812–1898), US-amerikanischer Geschäftsmann und Politiker
- Phoebe Bell (* 1996), australische Volleyball- und Beachvolleyballspielerin

### Q
- Quentin Bell (1910–1996), britischer Kunsthistoriker, Kunstkritiker, Maler, Keramiker und Schriftsteller

### R
- Raja Bell (* 1976), Basketballspieler von den Amerikanischen Jungferninseln
- Randolph Marshall Bell (* 1947), US-amerikanischer Diplomat
- Reece Bell (* 2001), britische Skirennläuferin
- Regla Bell (* 1970), kubanische Volleyballspielerin
- Rex Bell (1903–1962), US-amerikanischer Schauspieler und Politiker
- Richard Bell (Politiker) (1859–1930), britischer Gewerkschafter und Politiker
- Richard Bell (Arabist) (1876–1952), britischer Arabist
- Richard Bell (Musiker) (1946–2007), kanadischer Musiker
- Richard Bell (Künstler) (* 1953), Maler der australischen Aborigines
- Richard Bell (Produzent), jamaikanischer Musikproduzent
- Richard Albert Bell (1913–1988), kanadischer Politiker
- Rob Bell (Robert Holmes Bell Jr.; * 1970), US-amerikanischer Pastor und Autor
- Robert Bell (Politiker, † 1577) († 1577), englischer Politiker
- Robert Bell (Schriftsteller) (1800–1867), irischer Schriftsteller und Journalist
- Robert Bell (Geologe) (1841–1917), kanadischer Geograph und Geologe
- Robert Bell (Fußballspieler) (1911–1988), englischer Fußballspieler
- Robert Bell (Politiker, 1950) (1950–2001), australischer Politiker
- Robert Bell (Musiker) (* 1950), US-amerikanischer Musiker und Songwriter
- Robert Bell (Rennfahrer) (* 1979), britischer Rennfahrer
- Robert Anning Bell (1863–1933), englischer Künstler und Designer
- Robert B. Bell (* 1967), US-amerikanischer Politiker
- Robert Cook Bell (1880–1964), US-amerikanischer Jurist und Politiker
- Robert Arthur Bell (1904–1940), kanadischer Eishockeytrainer
- Robert E. Bell (1914–2006), US-amerikanischer Archäologe und Dendrochronologe
- Robert Edward Bell (1918–1992), kanadischer Physiker
- Robert Holmes Bell (1944–2023), US-amerikanischer Jurist
- Robert J. T. Bell (1876–1963), schottischer Mathematiker
- Robert Linfield Bell (* 1929), neuseeländischer Politiker
- Robert William Bell (1875–1950), englischer Rugbyspieler
- Robin Bell (* 1977), australischer Kanute
- Rodney Bell (* 1936), brasilianischer Wasserballspieler
- Rolanda Bell (* 1987), panamaische Leichtathletin
- Romina Bell (* 1993), österreichische Fußballspielerin

### S
- Sam Bell (Fußballspieler) (1909–1982), englischer Fußballspieler
- Sam Bell (Leichtathletiktrainer) (1928–2016), US-amerikanischer Leichtathletiktrainer
- Sam Bell (Musiker), Gitarrist und Schauspieler
- Samuel Bell (1770–1850), US-amerikanischer Politiker
- Samuel Newell Bell (1829–1889), US-amerikanischer Politiker
- Samuel Bell (Unternehmer) (1840–1920), Schweizer Unternehmer
- Sean Bell (1983–2006), US-amerikanisches Polizeiopfer
- Simon Napier-Bell (* 1939), britischer Musikmanager, Produzent, Komponist und Autor
- Simone Bell (* vor 2000), US-amerikanische Politikerin
- Stefan Bell (* 1991), deutscher Fußballspieler
- Steve Bell (Pädagoge) (* 1936), britischer Pädagoge
- Steve Bell (Karikaturist) (* 1951), englischer Karikaturist
- Steve Bell (Musiker) (* 1960), kanadischer Musiker
- Steve Bell (Fußballspieler) (* 1975), US-amerikanischer Fußballspieler
- Susan Groag Bell (1926–2015), US-amerikanische Frauenforscherin

### T
- T. J. Bell (Timothy Peter Bell; * 1980), US-amerikanischer Automobilrennfahrer
- Tahj Bell (* 1991), bermudischer Fußballtorhüter
- Teresa Bell (* 1966), US-amerikanische Ruderin
- Terrel Bell (1921–1996), US-amerikanischer Politiker
- Tessa Bell-Briggs (* 1951), britische Schauspielerin
- Theo Bell (1953–2006), US-amerikanischer American-Football-Spieler
- Theodore A. Bell (1872–1922), US-amerikanischer Politiker
- Thom Bell (Thomas Randolph Bell; 1943–2022), US-amerikanischer Musiker und Produzent
- Thomas Bell (1792–1880), britischer Zoologe
- Thomas Montgomery Bell (1861–1941), US-amerikanischer Politiker
- Thomas R. D. Bell (Thomas Reid Davys Bell; 1863–1948), britisch-indischer Forstbeamter, Botaniker und Zoologe
- Timothy Bell, Baron Bell (1941–2019), britischer Adliger und Geschäftsmann
- Timothy Ralph Bell (1942–2017), US-amerikanischer Saxophonist und Hochschullehrer
- Tina Bell-Kake (* 1967), neuseeländische Hockeyspielerin
- Tobin Bell (* 1942), US-amerikanischer Schauspieler
- Todd Bell (1958–2005), US-amerikanischer American-Football-Spieler
- Tom Bell (Fußballspieler, 1875) (Thomas Bell; 1875–1914), schottischer Fußballspieler
- Tom Bell (Fußballspieler, 1899) (Thomas Gilbert Bell; 1899–1975), englischer Fußballspieler
- Tom Bell (Fußballspieler, 1924) (Thomas Bell; 1924–2012), englischer Fußballspieler
- Tom Bell (1933–2006), britischer Schauspieler
- Tom Bell (Snookerspieler), britischer Snookerspieler
- Tommy Bell (Footballschiedsrichter) (1922–1986), US-amerikanischer Schiedsrichter im American Football
- Tommy Bell (Boxer) (1923–1994), US-amerikanischer Boxer
- Tone Bell (* 1983), US-amerikanischer Schauspieler
- Tony Bell (Schauspieler) (eigentlich Antoon van Cluysen; 1913–2006), belgischer Schauspieler und Sänger
- Tony Bell, Pseudonym von G. G. Anderson (* 1949), deutscher Komponist, Produzent und Schlagersänger
- Tony Bell (Fußballspieler) (Anthony Bell; * 1955), englischer Fußballspieler
- Tony Bell (Journalist) (* 1958), britischer Journalist und Radsportler
- Townsend Bell (* 1975), US-amerikanischer Automobilrennfahrer
- Trae Bell-Haynes (* 1995), kanadischer Basketballspieler
- Troy Bell (* 1980), US-amerikanischer Basketballspieler
- Tyree Harris Bell (1815–1902), US-amerikanischer Brigadegeneral

### V
- Vanessa Bell (1879–1961), englische Malerin und Innenarchitektin
- Victoria Bell (* 1994), irische Skirennläuferin
- Vonn Bell (* 1994), US-amerikanischer American-Football-Spieler

### W
- W. Bell (†), schottischer Fußballspieler
- Wade Bell (1945–2024), US-amerikanischer Leichtathlet
- Walter A. Bell (1889–1969), kanadischer Paläobotaniker
- Wendell Bell (1924–2019), US-amerikanischer Soziologe
- Wendy Bell (* 1967), schottische Curlerin
- Wesley Bell (* 1974), US-amerikanischer Jurist und Politiker
- Wilhelm Bell (1849–1936), deutscher Architekt und Bauunternehmer
- William Bell (Maler) (1740–1804), britischer Maler
- William Bell junior (1828–1902), US-amerikanischer Politiker
- William Bell (Fotograf) (1830–1910), englisch-amerikanischer Fotograf
- William Bell (Baseballspieler) (1897–1969), US-amerikanischer Baseballspieler
- William Bell (Tubist) (1902–1971), US-amerikanischer Tubist
- William Bell (Basketballspieler) (* 1927), kanadischer Basketballspieler
- William Bell Jr. (1936–2017), US-amerikanischer Jazzpianist, Arrangeur und Musikpädagoge; siehe Bill Bell (Pianist)
- William Bell (Sänger) (* 1939), US-amerikanischer Soulsänger und Songwriter
- William Bell (Autor) (* 1945), kanadischer Schriftsteller
- William Bell (Footballspieler) (* 1971), US-amerikanischer Footballspieler
- William Blair-Bell (1871–1936), britischer Chirurg, Gynäkologe und Geburtshelfer
- William A. Bell (* 1949), US-amerikanischer Politiker
- William Edward Bell (1891–1952), kanadischer Eishockeyspieler; siehe Billy Bell (Eishockeyspieler)
- William F. Bell (1938–2013), kanadischer Politiker
- William Henry Bell (1873–1946), englischer Komponist, Dirigent und Hochschullehrer
- William Henry Dillon Bell (1884–1917), neuseeländischer Politiker
- William J. Bell (1927–2005), US-amerikanischer Fernsehproduzent und Drehbuchautor
- Willie Bell (1937–2023), schottischer Fußballspieler und -trainer
- Wolf J. Bell (1924–2014), deutscher Journalist
- Wolfgang Bell (1937–2012), deutscher Politiker (SPD)

### Z
- Zachary Bell (* 1982), kanadischer Radrennfahrer
- Zoë Bell (* 1978), neuseeländische Schauspielerin und Stuntfrau

### Kunstfigur
- Katie Bell, Romanfigur, siehe Figuren der Harry-Potter-Romane #Katie Bell